# Дни ярости
«Дни ярости» (итал. I giorni dell’ira) — спагетти-вестерн режиссёра Тонино Валерии с Ли Ван Клифом в главной роли, выпущенный в 1967 году.

## Сюжет
Молодой человек по имени Скотт, работающий уборщиком в городе Клифтоне, встречает убийцу Фрэнка Тэлби и решает присоединиться к нему с целью изменить свою жизнь. Тэлби, преследующий своего бывшего друга Дикого Джека, задолжавшего ему 50 000 долларов, соглашается взять Скотта с собой и обучить его премудростям стрельбы. Им удаётся догнать Дикого Джека, который не намерен возвращать деньги. Между его бандой и двумя друзьями завязывается перестрелка, и Тэлби с Скоттом выходят победителями. После этого они возвращаются в Клифтон, где Тэлби быстро захватывает власть. Между ним и Скоттом возникает конфликт, а после того как Тэлби застреливает бывшего наставника Скотта, двое друзей становятся врагами.

## Стилистика
Режиссёр картины Тонино Валерии был ассистентом Серджо Леоне на съёмках фильма «На несколько долларов больше». Влияние Леоне угадывается в «Днях ярости»: медленно движущаяся камера (режиссёр сам устанавливал все камеры), крупные планы стрельбы, длинные молчаливые сцены. Вместе с тем действие фильма развивается стремительно и яростно.
Сюжет и его подача выполнены скорее в манере американских вестернов, но не лишены черт итальянского экспло, в числе которых реалистичные костюмы, двуличность персонажей и др. При этом главные герои отнюдь не являются лучшими стрелками Дикого Запада, а Скотт часто не соглашается с жестоким подходом Тэлби, рассуждая о насилии и реальности.

## В ролях
| Актёр           | Роль            |
| --------------- | --------------- |
| Ли Ван Клиф     | Фрэнк Тэлби     |
| Джулиано Джемма | Скотт           |
| Вальтер Рилла   | Мёрф Аллан Шорт |
| Ивонн Сансон    | Вивьен Скилл    |
| Криста Линдер   | Гвен            |
| Эл Малок        | Дикий Джек      |
| Лукас Амман     | судья Кутчер    |
| Романо Пуппо    | Харт Перкинс    |

## Музыка
Критик Пол Хардкасл отметил, что музыкальное сопровождение является одним из главных плюсов фильма. По его мнению, напряжённые композиции Рица Ортолани с использованием медных духовых и электрогитары задают тон и настроение и соответствуют тем сценам, которые сопровождают (особенно отмечены сцены перестрелок).